# Villeneuve-sur-Lot
Villeneuve-sur-Lot is een gemeente in het Franse departement Lot-et-Garonne (regio Nouvelle-Aquitaine). De gemeente telde 22.004 inwoners op 1 januari 2022. De plaats is de onderprefectuur van het arrondissement Villeneuve-sur-Lot.

## Geschiedenis
In de Gallo-Romeinse tijd lag de plaats Exisum in de buurt van het huidige stadscentrum. In Eysses werd omstreeks het jaar 1000 een abdij gesticht. Deze abdij lag gunstig aan een oversteekplaats over de Lot en aan een kruispunt van wegen, tussen Agen en Périgueux en tussen Bordeaux en Cahors. Tegen het einde van de elfde eeuw sloot de abdij van Eysses zich aan bij de orde van Cluny. Er volgden talrijke twisten tussen de moederabdij in Moissac en de bisschoppen van Agen over wie de abt van Eysses mocht kiezen. De abdij bloeide maar werd gedeeltelijk vernield tijdens de Honderdjarige Oorlog.
Villeneuve werd in 1264 gesticht als bastide door Alfons van Poitiers, de broer van koning Lodewijk IX van Frankrijk. Hiervoor stonden de abt van Eysses en de baron van Pujols gronden af, respectievelijk op de rechter- en de linkeroever van de Lot. Zoals andere bastides kreeg de stad een dambordpatroon en een centraal plein. Villeneuve lag centraal in Agenais en werd een economisch, bestuurlijk en religieus centrum.
In de 19e eeuw kwamen er conservenfabrieken in de gemeente.

## Geografie
De oppervlakte van Villeneuve-sur-Lot bedroeg op 1 januari 2022 81,32 vierkante kilometer; de gemeente is hiermee de grootste van het departement. De bevolkingsdichtheid was toen 270,6 inwoners per km².
De Lot stroomt door de gemeente en het grootste deel van de gemeente ligt in de vruchtbare riviervlakte van deze rivier.
De gemeente is onderverdeeld in elf wijken:
- Bastide
- Saint-Étienne
- Le Rooy
- Saint-Sulpice
- Marot-Massanès
- Eysses
- Saint-Cyr
- Les Fontanelles
- Courbiac
- Sainte-Radegonde / Monmarès
- Soubirous

De onderstaande kaart toont de ligging van Villeneuve-sur-Lot met de belangrijkste infrastructuur en aangrenzende gemeenten.

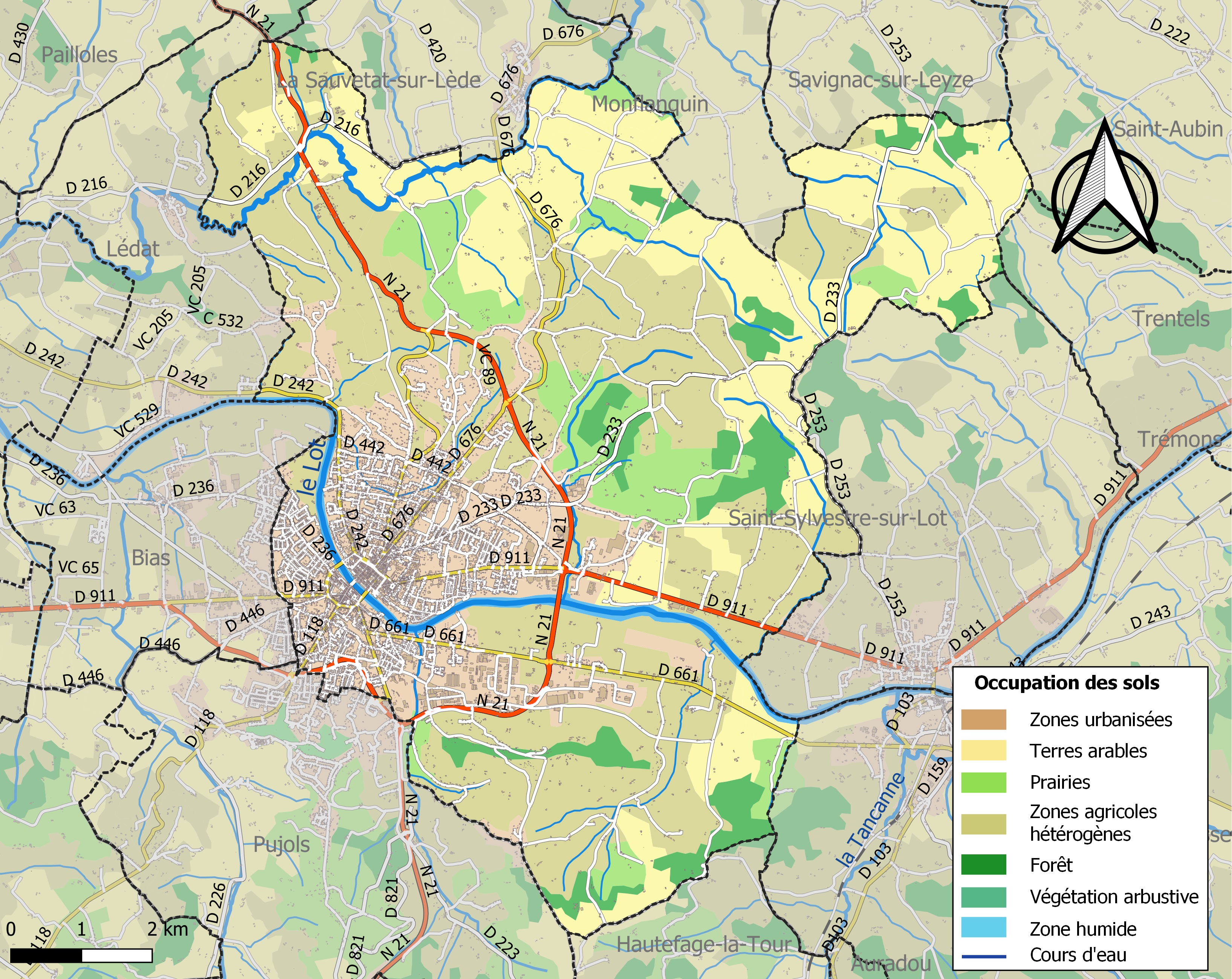

## Demografie
Onderstaande figuur toont het verloop van het inwonertal (bron: INSEE-tellingen).

## Economie

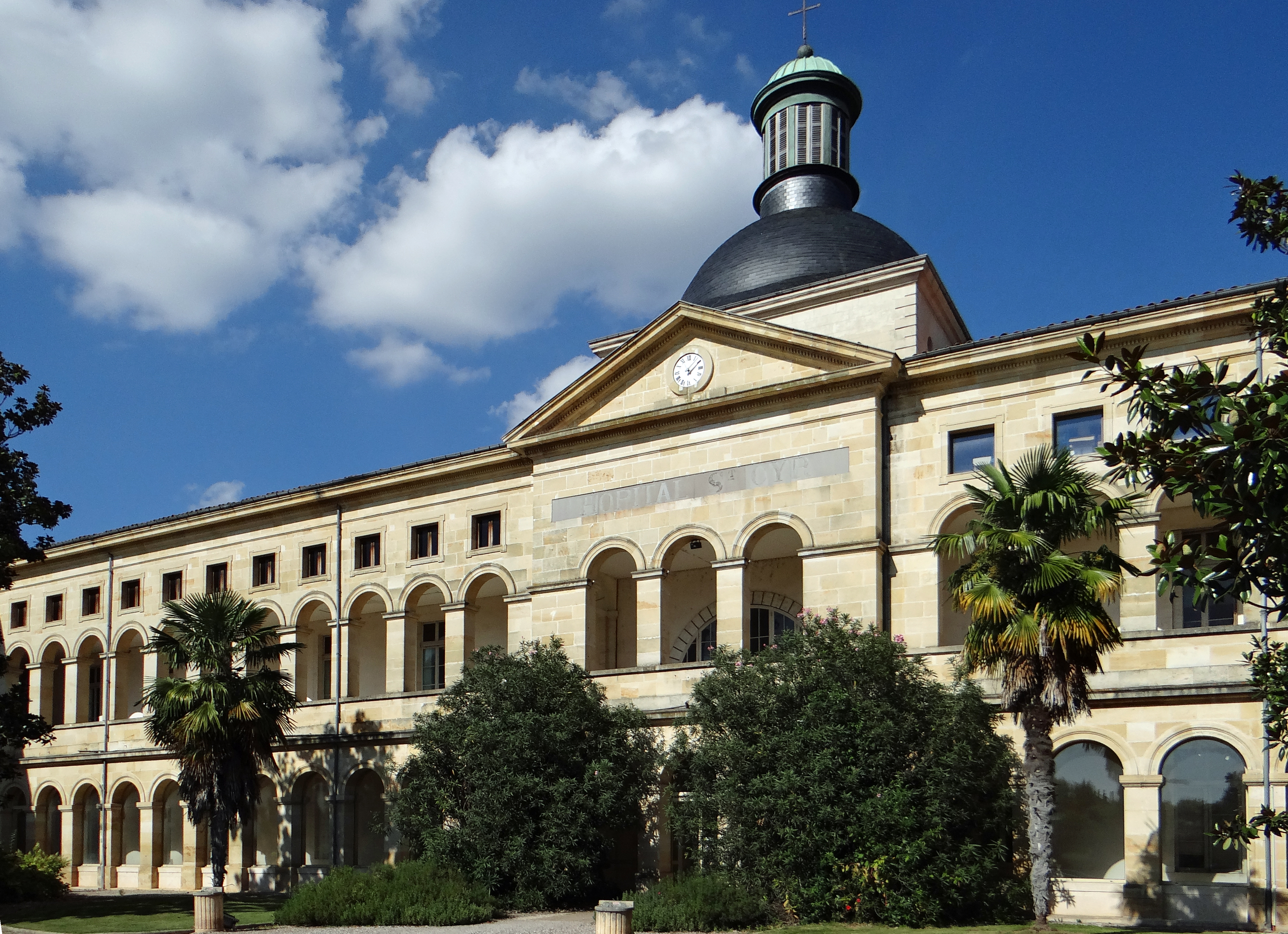
Hôpital Saint-Cyr

Villeneuve-sur-Lot is de onderprefectuur van een arrondissement en is dus een administratief centrum.
Het is ook een landbouwcentrum met 470 landbouwbedrijven. Belangrijke gewassen zijn pruimen en groenten.
Er is een ziekenhuis met 373 bedden. De gevangenis van Eysses met 320 plaatsen in ook een belangrijke werkgever.

## Cultuur

### Bezienswaardigheden
- Musée de Gajac, kunstmuseum
- Kerk Sainte-Catherine
- Kerk Saint-Étienne
- Pont des Cieutats, brug over de Lot
- Tour de Paris, voormalige stadspoort
- Tour de Pujols, voormalige stadspoort

### Religie
In de gemeente zijn zeven kerken en kapellen en een moskee.

### Sport
Rugbyclub Villeneuve XIII werd opgericht in 1934 en werd verschillende keren kampioen van Frankrijk en won ook verschillende keren de Franse beker.
Villeneuve-sur-Lot was drie keer etappeplaats in de wielerkoers Ronde van Frankrijk. De ritwinnaars in Villeneuve-sur-Lot zijn Massimo Podenzana (1996), Erik Dekker (2000) en Biniam Girmay (2024).

### Stedenband
Villeneuve-sur-Lot heeft een stedenband met:
- San Donà di Piave (Italië)

### Afbeeldingen

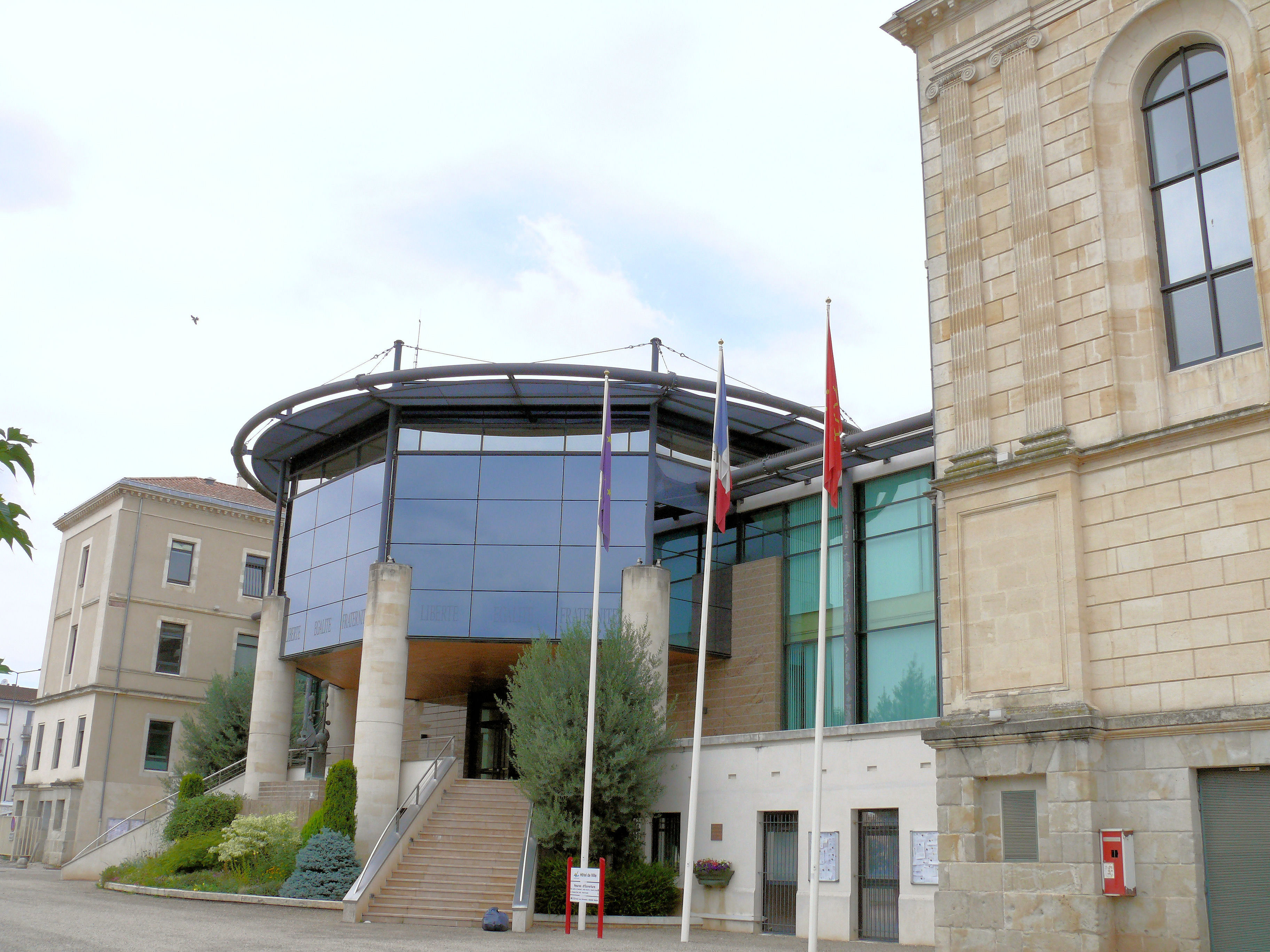
Gemeentehuis
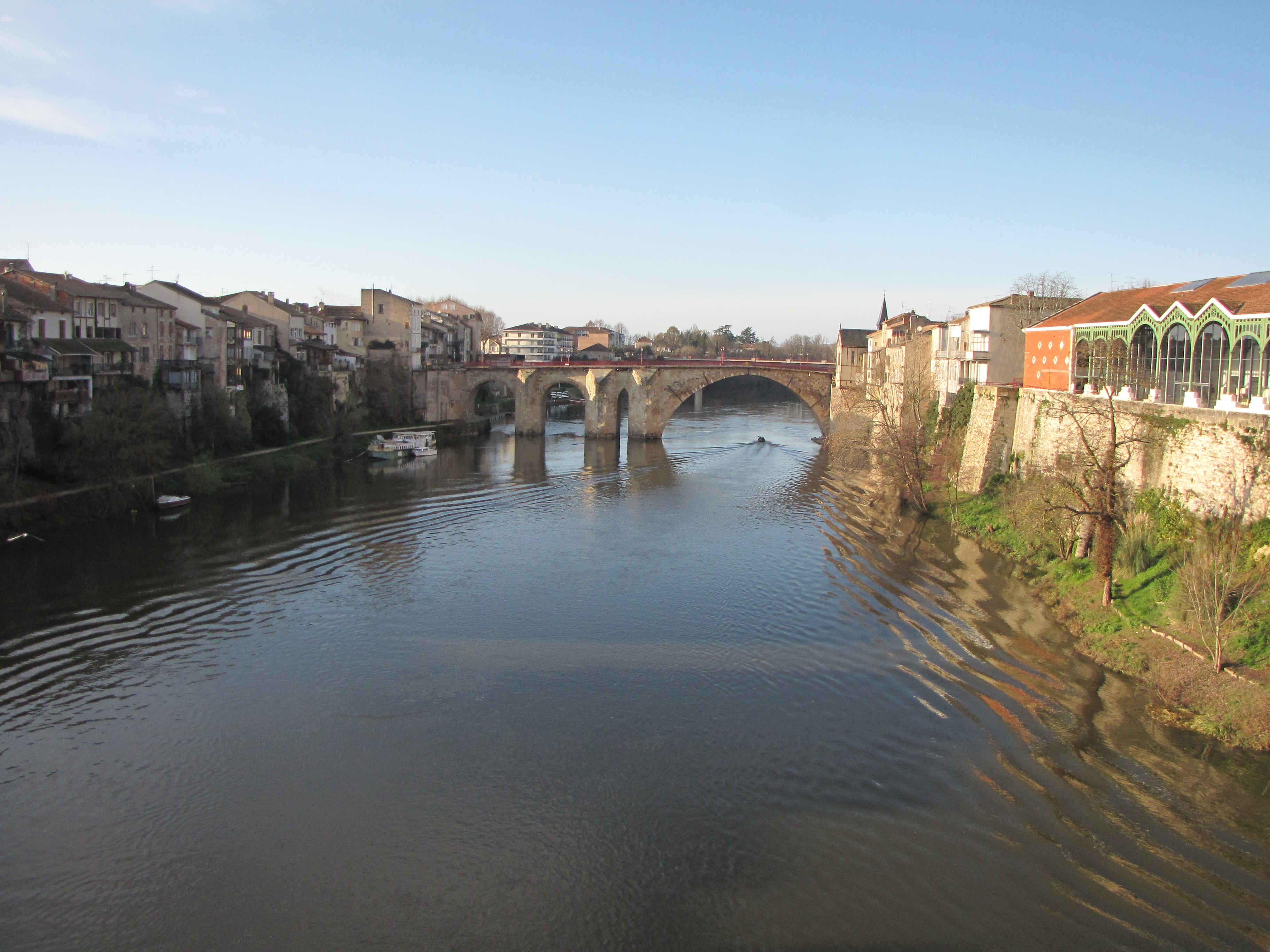
Pont des Cieutats
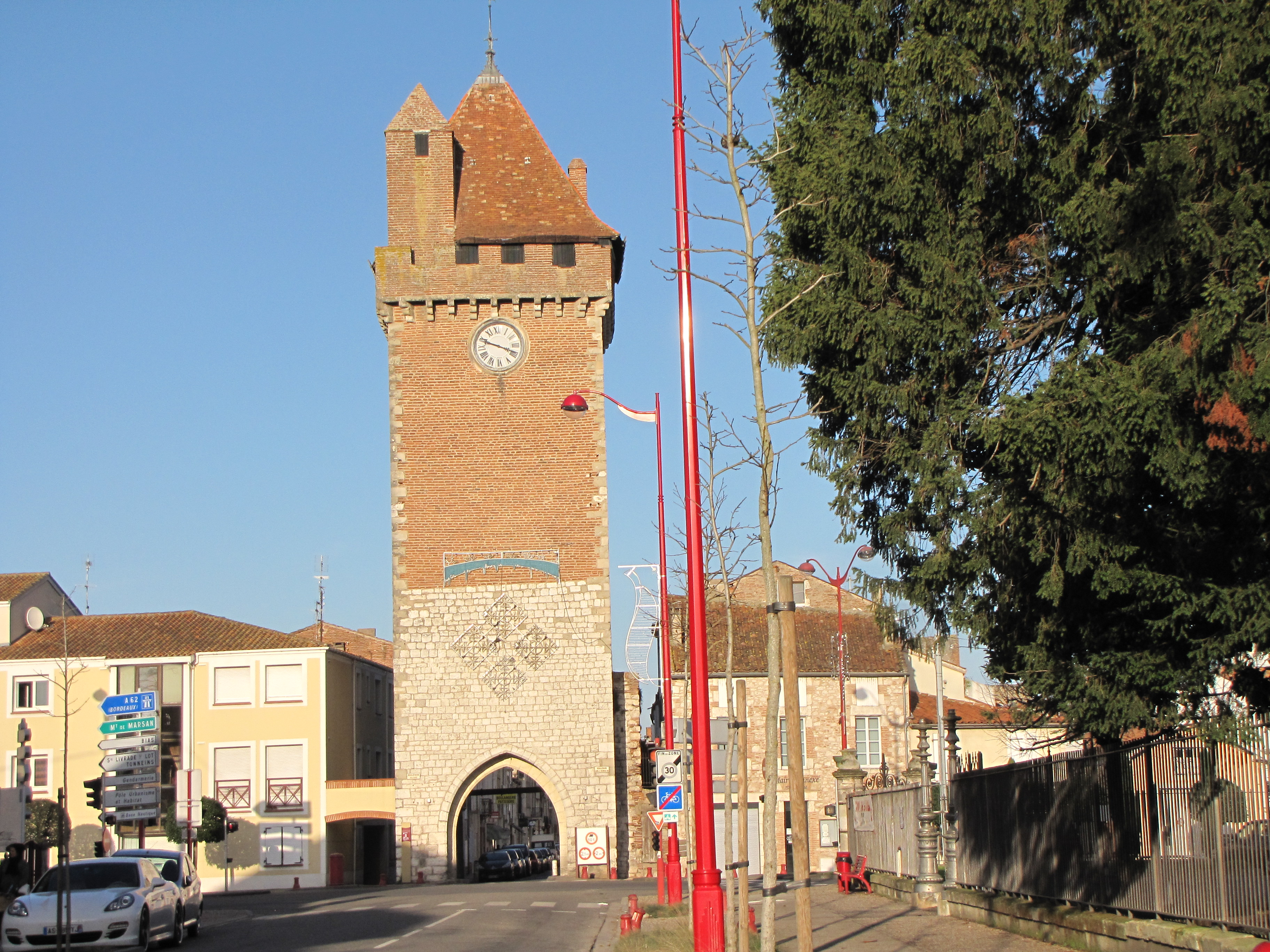
Tour de Pujols
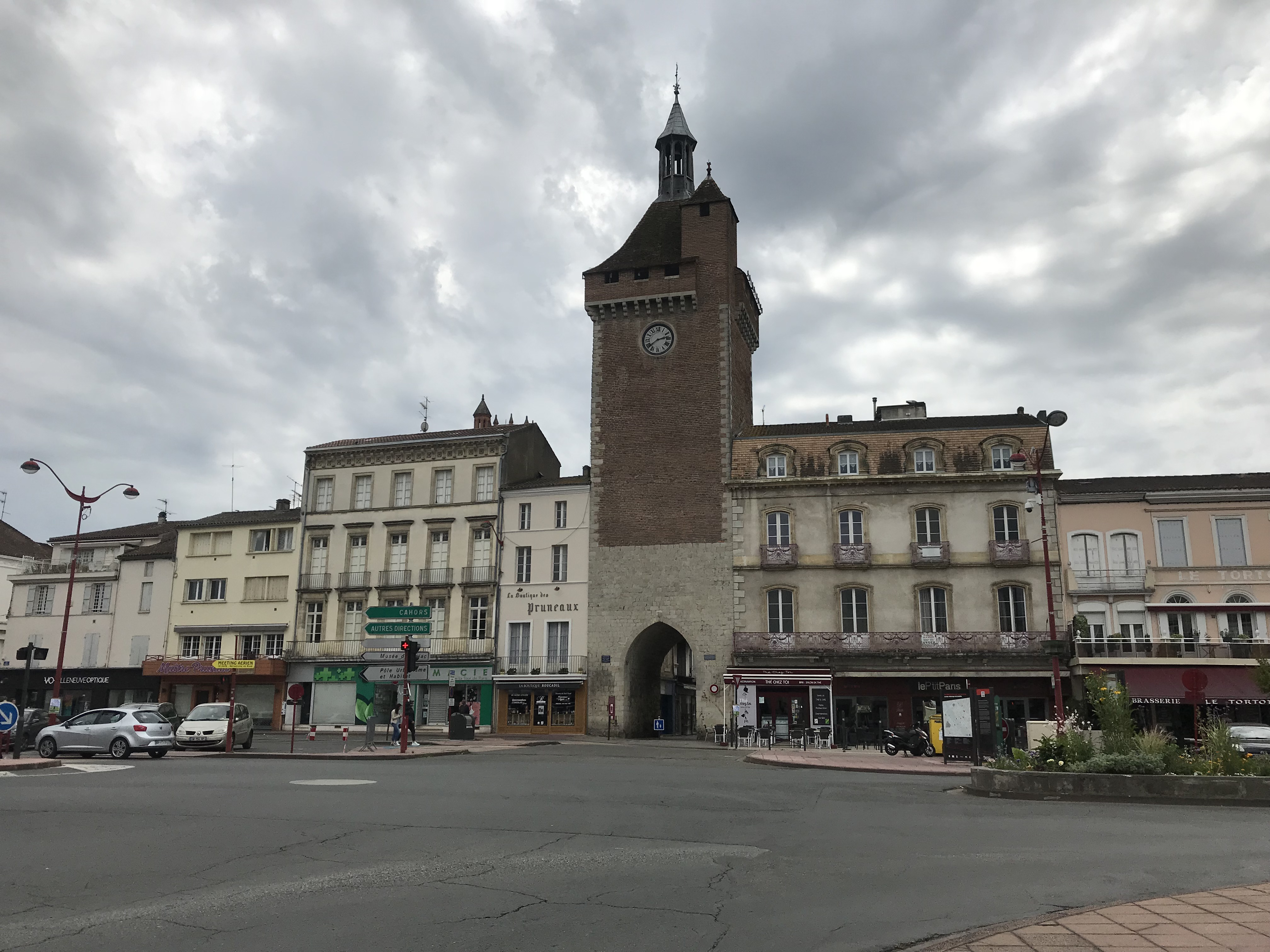
Tour de Paris
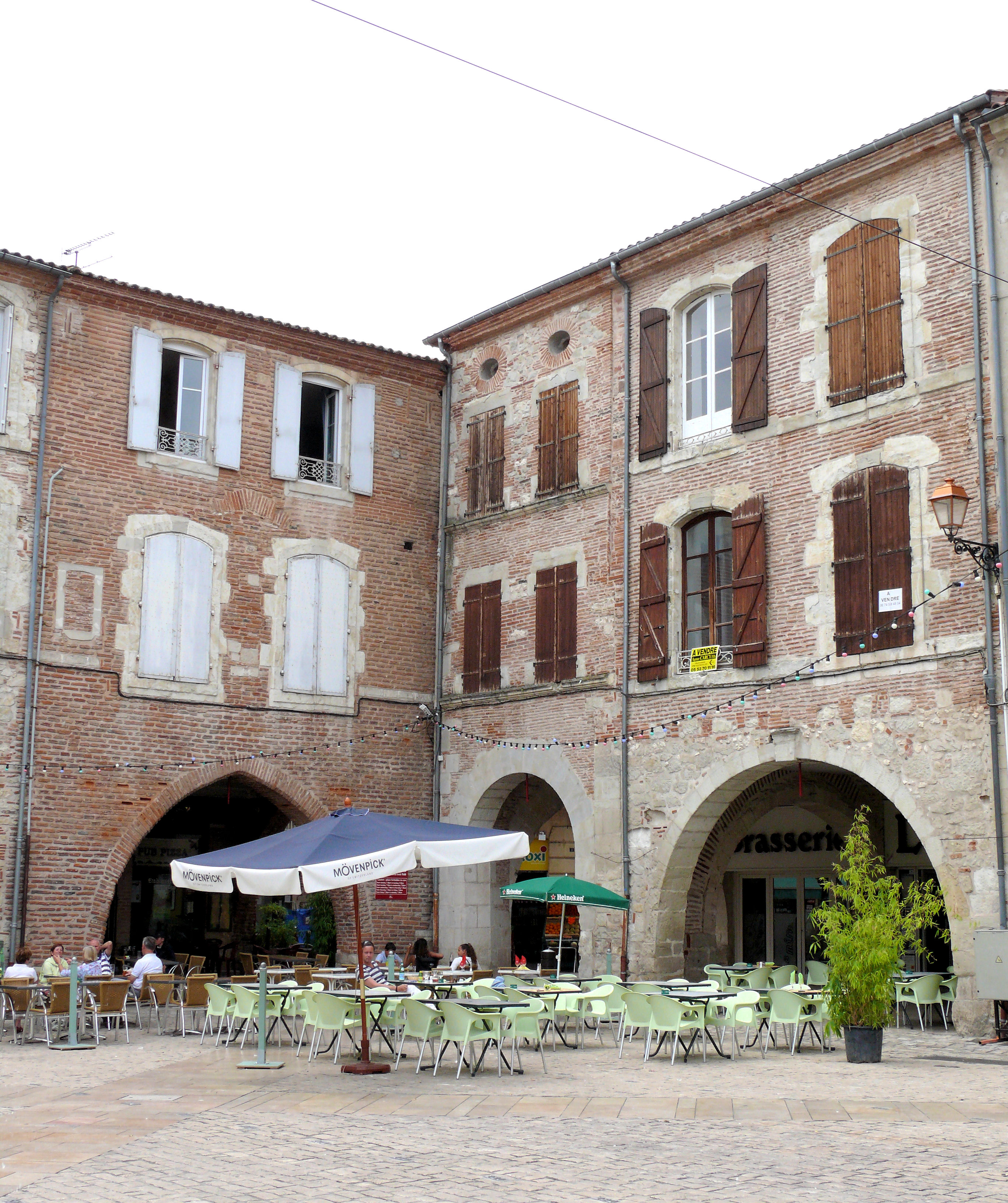
Place Lafayette
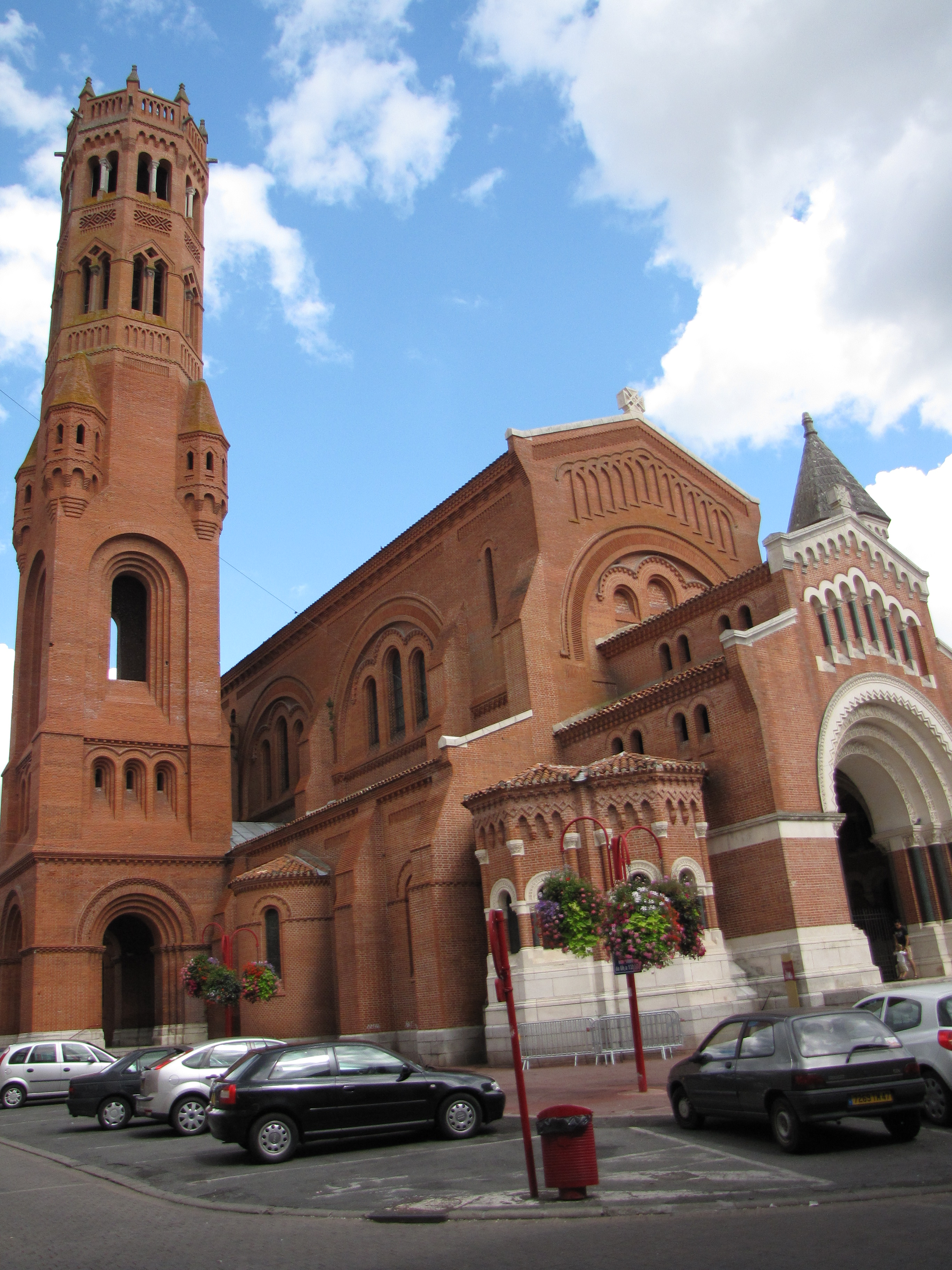
Kerk Sainte-Catherine

## Geboren
- Julien Mazet (1981), wielrenner
- Carl Naibo (1982), wielrenner
- Ludovic Sané (1987), Senegalees-Frans voetballer
- Gabriel Tual (1998), atleet
- Anthony Rouault (2001), voetballer